# Ministère de la Construction (Vietnam)
Le ministère de la Construction (en vietnamien : Bộ Xây dựng) est un ministère du gouvernement du Viêt Nam dont le siège est situé dans le district de Hai Ba Trung à Hanoï.

## Missions
Le ministère est responsable de la construction, des matériaux de construction, de la construction de logements ou d'immeubles de bureaux, de l'architecture et de la planification urbaine et rurale, des infrastructures urbaines, des services publics, et il représente l'État actionnaire dans les entreprises publiques.

## Agences et départements ministériels
- Agence d'État pour l'inspection de la qualité de la construction
- Agence pour la gestion du marché immobilier et immobilier
- Agence pour le développement urbain
- Agence pour les infrastructures
- Département des matériaux de construction
- Département de la gestion de la construction
- Département des sciences, de la technologie et de l'environnement
- Département d'économie de la construction
- Département d'architecture et de planification de la construction
- Département de législation
- Département de la planification et des finances
- Département de la coopération internationale
- Département de l'organisation et du personnel
- Inspection du ministère
- Bureau du ministre
- Département des activités administratives du bâtiment
- Bureau de l'inspection nationale de la qualité de la construction
- Département du développement urbain
- Département de l'infrastructure technique
- Département de la promotion administrative et du marketing immobilier
- Institut des matériaux de construction (VIBM)
- Institut d'économie de la construction
- Institut d'architecture, d'urbanisme et d'aménagement rural
- Institut National d'Architecture
- Institut des sciences et technologies du bâtiment (IBST)
- Institut de gestion du personnel de la construction urbaine